# Militärflugplatz Morón

i7
i11
i13
Die Base Aérea de Morón de la Frontera ist ein Militärflugplatz der spanischen Luftstreitkräfte (Ejército del Aire). Die Basis liegt bei Morón de la Frontera in der Region Andalusien in der Provinz Sevilla auf dem Gebiet der Gemeinde Arahal, gut 50 Kilometer südöstlich von Sevilla. Sie ist seit 2004 erste spanische Heimatbasis der Mehrzweckkampfflugzeuge vom Typ Eurofighter C-16 Typhoon und neben Albacete und Saragossa eine von drei Haupteinsatzbasen von Kampfjets auf dem Festland. Die Basis wird auch durch die United States Air Forces in Europe (USAFE) mitgenutzt, insbesondere als Zwischenstopp für Flüge zwischen Nordamerika und dem Mittleren Osten.

## Geschichte
Der Bau des „Vázquez Sagastizábal Military Aerodrome“, so der ursprüngliche Name der Basis, begann 1940 und im folgenden Jahr begann der Schulungsflugbetrieb für zukünftige Kampfpiloten der spanischen Luftstreitkräfte auf Fiat CR.32 (spanische Bezeichnung C.1), der bis 1956 andauerte.
1953, als der Koreakrieg zu Ende ging, vereinbarten Spanien (Franco-Spanien war kein NATO-Mitglied) und die Vereinigten Staaten von Amerika im Hispano-Amerikanischen Verteidigungs- und Kooperationsvertrag die Nutzung von drei Luftstützpunkten durch die USAFE. Neben Morón waren dies Torrejón und Saragossa. Der Vertrag mit finanziellen Gegenleistungen regelte auch die Einrichtung der US-Marinebasis Rota.
Unter Führung der US Navy begann eine dreijährige Ausbauphase und im Mai 1958 rotierten erstmals fliegende US-Verbände durch die andalusische Basis, die unter anderem mit B-47, KC-97 und F-100 ausgerüstet waren, letzterer, die 1. Day Fighter Squadron wurde von Chuck Yeager von der George AFB geführt.
Im Jahr 1956 wurde auf Seiten der Spanier das Leichte Bombergeschwader Nr. 7 (Ala de Bombardeo Ligero núm. 7), ausgerüstet mit He 111 (B.7), aufgestellt, das jedoch bereits nach drei Jahren bereits durch das mit F-86 (C.5) ausgerüstete Jagdgeschwader Ala de Caza núm. 5 ersetzt wurde.
Im Jahre 1962 trafen erstmals US-amerikanische KC-135-Tanker in Morón ein und 1966 wurde die Basis, die bis dahin dem Strategic Air Command (SAC) unterstanden hatte, den USAFE unterstellt. In Folge nutzten in RAF Alconbury und RAF Upper Heyford stationierte RF-4C und RF-101 bei temporären Verlegungen die im Vergleich zu England günstigen Wetterbedingungen. Hinzu kam das 67. Aerospace Rescue and Recovery Squadron, eine SAR-Einheit.
Im Jahr 1970 trafen die ersten spanischen Northrop F-5 (A.9) ein, Lizenzbauten von CASA in Getafe, mit denen 1971 das Ala Táctica núm. 21 aufgestellt wurde. Nach 1971 nahm parallel die Bedeutung Moróns für die US-Amerikaner ab. Die spanischen F-5 kamen in den folgenden Jahren im Rahmen der Dekolonisierung der Sahara zum Einsatz.
In der Endphase des Kalten Krieges und nach Beitritt Spaniens zur NATO operierten auch erstmals seit 1966 wieder B-52-Bomber von Morón aus über spanischem Territorium (1966 war nach einer Kollision mit einer KC-135 bei einem Luftbetankungsmanöver eine B-52 mit Wasserstoffbomben über der Costa del Sol abgestürzt, siehe Nuklearunfall von Palomares.)
Von 1984 bis 2011 diente der Flugplatz als Notlandeplatz für das Space Shuttle, wenn es während des Starts zu Problemen gekommen wäre, die eine Landung jenseits des Atlantiks (Transoceanic Abort Landing, TAL) notwendig gemacht hätten.
Nach dem Ende des Kalten Krieges verringerten die USA die Nutzung ihrer spanischen Basen drastisch. Im Verlauf der seit 1990 vermehrt geführten Kampfeinsätze bei den diversen Kriegen im Mittleren Osten, auf dem Balkan und zuletzt 2011 in Libyen, war Morón neben der Ramstein Air Base ein wichtiger Umschlagplatz für Truppen und Material. Die örtliche US-Einheit, die seit 2007 die Bezeichnung 712. Air Base Group führt, ist seit diesem Zeitpunkt der Ramsteiner 86. Operations Group unterstellt.
C-101 (E.25) der spanischen Academia General del Aire ersetzten die F-5 im Jahr 1992 und im gleichen Jahr wurde die Basis neue Heimat der bisher in La Parra stationierten spanischen P-3 Orion, sie bildeten innerhalb des Geschwaders Nr. 21 fortan die Gruppe 22. Die C-101 der Gruppe 21 wurden zwischen 1995 und 1997 durch gebrauchte F/A-18 (C.15) der US Navy abgelöst, die ersten Hornets trafen 1996 in Andalusien ein.
Mit Schließung der Basis Manises, dem bisherigen Stationierungsort des Ala 11, wurde das Ala 21 Ende Juli 1999 in Ala 11 umbenannt. Grupo 11 gab seine Hornets noch im gleichen Jahr nach Gando ab und erhielt im Mai 2004 die ersten drei Eurofighter Typhoon (C.16).
Im Rahmen der Flugerprobung der Typen A400M und A350 nutzte der Flugzeughersteller Airbus 2012 und 2014 den Platz zu Lärmmessungen.
Im Zusammenhang mit dem Russischen Überfall auf die Ukraine 2022 starteten Tankflugzeuge wie KC-135 und KC-46A auch von Morón zu Einsätzen an der NATO-Ostflanke. Hierbei kam es im Rahmen der Truppeneinführung der KC-46 auch zur erstmaligen Betankung alliierter Flugzeuge, in diesem Fall spanische EF-18.
Die Flotte der Lockheed P-3M Orion wurde ab 2021 kontinuierlich reduziert und Ende 2022 stellt die Escuadrón 221, die fliegende Staffel der Grupo 22, das letzte Exemplar nach 50 Jahren P-3 Flugbetrieb bei der spanischen Luftwaffe, außer Dienst.

## Heutige Nutzung
Spanien
Die Basis beherbergt zurzeit (2022) die folgenden fliegenden Verbände der spanischen Luftstreitkräfte:
- Ala 11 (11. Geschwader) mit zwei Staffeln taktischer Mehrzweckkampfflugzeuge C/CE-16 Typhoon, den Escuadróns 111 und 113, letztere ist die Ausbildungsstaffel

Hinzu kommen nichtfliegende Einheiten.
 Vereinigte Staaten
- Die United States Air Force nutzt die Basis als Zwischenstopp von Versorgungsflügen in den Mittleren Osten.

- Daneben ist hier seit 2012 eine Rapid Reaction Force des United States Marine Corps (USMC) stationiert. Sie ist seit 2013 ein permanent stationiertes 2.200 Mann starkes Kontingent des USMC, die Special Purpose Marine Air-Ground Task Force – Crisis Response – Africa (SP-MAGTF-CR-AF), inkl. zwei fliegenden Staffeln mit nominell 26 Flugzeugen[5], der VMGR-252, ausgerüstet mit KC-130J und der VMM-261 mit der MV-22B.